# يفغيني بال
يفغيني بال هو لاعب كرة قدم بيلاروسي، ولد في 21 يوليو 1998 في سلونيم في روسيا البيضاء. لعب مع FC Slonim-2017 ‏.

## وصلات خارجية
- يفغيني بال على موقع قاعدة بيانات كرة القدم.إي يو (الإنجليزية)
- يفغيني بال على موقع Soccerway.com (الإنجليزية)